# Албанська партія праці
Алба́нська па́ртія пра́ці (АПП) (алб. Partia e Punës e Shqipërisë (PPSh)) — правляча та єдина легальна партія Албанії в комуністичний період ( 1945–1991). 
Була заснована 8 листопада 1941 року як Комуністична партія Албанії (PKSh), але змінила назву в 1948 році. 
Партію було розпущено 13 червня 1991 року, її наступницею стала Соціалістична партія Албанії. 
Під час більшої частини свого існування в партії домінував її перший секретар Енвер Ходжа, який також був фактичним лідером Албанії. 

## Передмова
У 1920-х роках Албанія була єдиною балканською країною без комуністичної партії. 
Перші албанські комуністи були послідовниками албанського священнослужителя і політичного діяча Фана С. Нолі. 
Опинившись у Москві, вони створили Національний революційний комітет і приєдналися до Комінтерну. 
У серпні 1928 року в Радянському Союзі була створена перша Албанська комуністична партія. 
Найвидатнішою фігурою партії був Алі Кельменді, який покинув Албанію в 1936 році, щоб брати участь у громадянській війні в Іспанії. 
Пізніше він був очільником невеликої групи албанських комуністів у Франції. 
Проте до 1941 року в Албанії не існувало єдиної організації 
.

## Історія

### Друга Світова війна
Після нападу Німеччини на Радянський Союз у червні 1941 року югославський лідер Йосип Броз Тіто за директивами Комінтерну направив двох югославських делегатів Міладіна Поповича та Душана Мугошу до Албанії. 
Ці двоє допомогли об’єднати албанські комуністичні групи в 1941 році.
Після інтенсивної роботи 8 листопада 1941 року делегатами зі Шкодера була створена Албанська комуністична партія, лідером якої став Енвер Ходжа з філії Корча. 
Серед членів-засновників було 8 християнських членів: Кочо Ташко, Кочі Хоксе , Панді Крісто, Джин Марку, Василь Шанто, Тук Якова, Крісто Темелко та Анастас Луло; і 5 мусульманських членів: Енвер Ходжа, Кемаль Стафа, Рамадан Читаку, Кадрі Ходжа і Садік Премте.
PKSh був домінуючим елементом Національно-визвольного руху (LNC), сформованого в 1942 році. 
LNC звільнив Албанію від німецьких окупантів (які захопили владу у італійців у 1943 році) 29 листопада 1944 року. 
З цього дня в Албанії було запроваджено комуністичний режим. 
У решті східноєвропейських країн комуністи принаймні номінально були частиною коаліційного уряду протягом кількох років, перш ніж захопити владу. Королю Зогу було заборонено повертатися до Албанії, хоча офіційно монархію не було скасовано до січня 1946 року.
На виборах до Установчих зборів, що відбулися 2 грудня 1945, виборцям було представлено єдиний список від Демократичного фронту, організованого та очолюваного PKSh. Фронт здобув 93,7% голосів.

### Епоха Ходжі (1945–1985)
На зустрічі з Йосипом Сталіним у липні 1947 року Сталін запропонував перейменувати партію на «Партію праці Албанії», оскільки селяни становили більшість у країні. 
Ходжа прийняв цю пропозицію. 

При Ходжі партія стала найбільш жорстко антиревізіоністською партією у радянському блоці. 
В 1961 році Ходжа розірвав відносини з Москвою через передбачувані відхилення Микити Хрущова від фундаментальних принципів марксизму-ленінізму, хоча відносини між Тираною та Москвою почали охолоджуватися ще в 1955 році. 
 
Натомість Ходжа вирішив поглибити співробітництво з Народною Республікою Китай під орудою Мао Цзедуна. 
У 1968 році Албанія офіційно вийшла з Варшавського договору. 
Партія навіть дійшла до створення албанської версії китайської культурної революції. 

Після смерті Мао відбулось охолодження відносин з КНР, оскільки наступники Мао відійшли від його спадщини. 
У 1978 році Ходжа заявив, що Албанія торуватиме власний шлях до соціалістичного суспільства.
Ходжа очолював партію та державу більш-менш без опору до своєї смерті в 1985 році.

### Партія після смерті Ходжі (1985–1991)
Наступник Ходжі Раміз Алія був змушений розпочати поступові реформи, щоб зупинити економічний спад країни. 
Проте наприкінці 1989 року різні верстви суспільства почали виступати проти обмежень, які все ще діяли. 
Страта румунського диктатора Ніколае Чаушеску змусила Алію побоюватися, що він буде наступним. 
У відповідь він дозволив албанцям виїжджати за кордон, припинив давню політику державного атеїзму режиму та трохи послабив урядовий контроль над економікою. 
Проте ці заходи лише відтермінували відставку Алії. 
Нарешті, 11 грудня 1990, Алія оголосив, що PPSh відмовляється від однопартійної системи та легалізації опозиційних партій. 
PPSh перемогла на виборах до Конституційної асамблеї 1991 року. 
Проте на той час вона вже не була марксистсько-ленінською партією і була безсила перешкодити прийняттю нової тимчасової конституції, яка формально позбавляла її монополії на владу.
У 1991 році PPSh розпустилася та відновила себе як Соціалістична партія Албанії, яка зараз є однією з двох провідних політичних партій Албанії. Група під назвою «Добровольці Енвера», очолювана Хюсні Міллоші, висунула претензії на ідентичність PPSh як Комуністичної партії Албанії.

## З'їзди
І з'їзд КПА (8—22 листопада 1948) підбив підсумки діяльності партії за період 1941, розглянув дворічний план економічного і культурного будівництва (1949—1950). З'їзд визначив завдання корінної перебудови партійно-організаційної та масово-політичної роботи партії, затвердив статут партії та нову назву КПА — Албанська партія праці (АПП).
II з'їзд АПП (31 березня — 7 квітня 1952) розглянув підсумки розвитку народ, господарства Албанії, затвердив перший п'ятирічний план розвитку народ. господарства (1951—1955).
III з'їзд АПП (25 травня — 3 червня 1956) затвердив директиви по другому п'ятирічному плану (1956—1960), вніс зміни в статут партії. З'їзд схвалив історичні рішення XX з'їзду КПРС (1956). Делегація АПП взяла участь в Нараді представників комуністичних і робітничих партій соціалістичних країн (14—16 листопада 1957) в Москві і підписанні Декларації, а також в Нараді комуністичних і робітничих партій (16—19 листопада 1957) в Москві, на якій був прийнятий Маніфест Миру.

## Склад і органи
Станом на 1958 р. АПП налічувала понад 50 тис. членів і кандидатів.
Перший секретар ЦК АПП:
- Енвер Ходжа (1941—1982)
- Раміз Алія (1982—1991)

## Видання
Центральний орган АПП — газета «Зері і популіт» («Голос народу»), теоретичний орган — «Руга є партіє» («Шлях партії»).